# コージェネ大賞
コージェネ大賞（コージェネたいしょう）はコージェネレーション（英：Cogeneration）の社会的認知や普及促進を図るために一般財団法人コージェネレーション・エネルギー高度利用センター（通称財団名：コージェネ財団）が2012年度（初回の表彰式は2013年2月）から実施している新規性・先導性、新規技術、省エネルギー性などにおいて優れたコージェネレーションシステムを表彰する制度およびそれによって与えられる賞。民生用部門、産業用部門、技術開発部門の3部門からなり、各部門の受賞者は学識経験者から構成される選考会議での総合評価のうえ決定される。